# Donald Tosh
Donald Tosh fue un ex guionista de la BBC que contribuyó a Doctor Who en 1965. Fue el último editor de guiones y escritor superviviente de la era de William Hartnell. 

## Carrera
En los inicios de su carrera profesional, Tosh fue editor de guiones en la serie Compact y ayudó a desarrollar el programa que luego se convertiría en Coronation Street.
También editó guiones para las series The Time Meddler y The Massacre of St Bartholomew's Eve, y trabajó con los productores Verity Lambert y John Wiles.
En la última historia de Tosh, escrita por John Lucarotti, este hizo una reescritura sustancial de los guiones, tanto para afinar la precisión histórica como para acomodar el doble papel de William Hartnell como el Primer Doctor y el abad de Amboise. En el último episodio del serial, el crédito de editor de guiones fue para su sucesor Gerry Davis, y Tosh fue coacreditado.
También hizo una reescritura extensiva de The Celestial Toymaker de Brian Hayles. La mayor parte de su trabajo, sin embargo, fue reescrito por Davis. Tosh dijo que el «juego trilogía» fue lo único que se mantuvo de su versión del guion.
Hasta el año 2012, fue el único editor de guiones de la era de William Hartnell  en activo y junto a Glyn Jones, fueron los dos únicos guionistas de ese periodo con vida. Tras dejar la televisión, Tosh trabajó para el English Heritage. Fue director de custodia del castillo de Sherborne, Dorset y St Mawes, en Cornualles. Su última residencia fue en Essex.
Falleció el 3 de diciembre de 2019 a los ochenta y cuatro años.